# La Libertad (Zamboanga del Norte)
La Libertad (Bayan ng La Libertad) är en kommun i Filippinerna. Kommunen ligger på ön Mindanao, och tillhör provinsen Zamboanga del Norte. Folkmängden uppgår till 7 419 invånare.
La Libertad är indelat i 13 barangayer.